# Borgarfjörður
Borgarfjörður – fiord w zachodniej Islandii.
Uchodzą do niego rzeki Hvítá i Grimsá i przylegają trzy miejscowości: Álftanes, Borgarnes i Hvanneyri.